# Fredericksburg in the Texas Hill Country AVA
Fredericksburg in the Texas Hill Country AVA (anerkannt seit dem 22. Dezember 1988) ist ein Weinbaugebiet im US-Bundesstaat Texas. Das Gebiet befindet sich im Texas Hill Country in der unmittelbaren Umgebung von Fredericksburg im Gillespie County. Innerhalb des Texas Hill Country ist der Einfluss deutscher Einwanderer allgegenwärtig. Aufgrund des warmen Klimas konnten die Einwanderer im Weinbau jedoch keine Akzente setzen, da die deutschen Rebsorten für die klimatischen Bedingungen vor Ort nicht geeignet sind. In Texas sind vorwiegend Rebsorten aus Südfrankreich, Spanien und Italien im Einsatz. Das Gebiet liegt ca. 320 km vom Golf von Mexiko entfernt, so dass der Einfluss der warmen und feuchten Meeresbrisen auf das Klima nur noch in geringem Maße spürbar ist.
Bisher füllten lediglich 2 Weinbaubetriebe unter dem Namen der Appellation Weine ab: Fredericksburg Winery und McReynolds Wines.